# República Democrática del Congo en los Juegos Olímpicos de Atenas 2004
La República Democrática del Congo estuvo representada en los Juegos Olímpicos de Atenas 2004 por cuatro deportistas, tres hombres y una mujer, que compitieron en dos deportes.
El portador de la bandera en la ceremonia de apertura fue el atleta Gary Kikaya. El equipo olímpico congoleño no obtuvo ninguna medalla en estos Juegos.